# Linosta annulifera
Linosta annulifera là một loài bướm đêm trong họ Crambidae.